# Oxosyra
Oxosyror var ursprungligen en samlande benämning på syror som förutom minst en väteatom (H) (som alla Brønsted-Lowry syror innehåller per definition) också alltid innehåller minst en syreatom (O). Denna definition har på senare tid preciserats med att minst en väteatom måste vara bunden till en syreatom i molekylen. Ett exempel på en oxosyra är svavelsyra, H2SO4.